# 빨간 여배우
"빨간 여배우"(Red Actress)는 한국에서 제작된 신승수 감독의 1989년 멜로/로맨스 영화이다. 하유미 등이 주연으로 출연하였고 최상균 등이 제작에 참여하였다.

## 출연

### 주연
- 하유미
- 유혜영

## 기타
- 조명: 차정남
- 스크립터: 최용배
- 녹음: 김경일